# Collegio uninominale Abruzzo - 02 (Camera dei deputati 2017)
Il collegio elettorale uninominale Abruzzo - 02 è stato un collegio elettorale uninominale della Repubblica Italiana per l'elezione della Camera dei deputati tra il 2017 ed il 2022.

## Territorio
Come previsto dalla legge elettorale italiana del 2017, il collegio era stato definito tramite decreto legislativo all'interno della circoscrizione Abruzzo.
Era formato dal territorio di tutta la provincia di Teramo.
Il collegio era parte del collegio plurinominale Abruzzo - 02.

## Eletti
| Elezione | Elezione | Deputato        | Partito |
| -------- | -------- | --------------- | ------- |
|          | 2018     | Antonio Zennaro | Lega    |

## Dati elettorali

### XVIII legislatura
Come previsto dalla legge elettorale, 232 deputati erano eletti con sistema a maggioranza relativa in altrettanti collegi uninominali a turno unico.
| Candidati              | Candidati                 | Voti    | %     | Liste                    | Voti    | %     |
| ---------------------- | ------------------------- | ------- | ----- | ------------------------ | ------- | ----- |
|                        | Antonio Zennaro ✔️ Eletto | 72 070  | 40,58 | Movimento 5 Stelle       | 72 070  | 40,58 |
|                        | Lucrezia Rasicci          | 60 500  | 34,07 | Lega                     | 24 592  | 13,85 |
| Forza Italia           | Lucrezia Rasicci          | 60 500  | 34,07 | 21 637                   | 12,18   |       |
| Fratelli d'Italia      | Lucrezia Rasicci          | 60 500  | 34,07 | 8 402                    | 4,73    |       |
| Noi con l'Italia - UDC | Lucrezia Rasicci          | 60 500  | 34,07 | 5 869                    | 3,31    |       |
|                        | Sandro Mariani            | 32 847  | 18,50 | Partito Democratico      | 27 491  | 15,48 |
| +Europa                | Sandro Mariani            | 32 847  | 18,50 | 2 319                    | 1,31    |       |
| Civica Popolare        | Sandro Mariani            | 32 847  | 18,50 | 2 314                    | 1,30    |       |
| Italia Europa Insieme  | Sandro Mariani            | 32 847  | 18,50 | 723                      | 0,41    |       |
|                        | Stefano Alessiani         | 4 426   | 2,49  | Liberi e Uguali          | 4 426   | 2,49  |
|                        | Roberto Degnitti          | 1 908   | 1,07  | Potere al Popolo!        | 1 908   | 1,07  |
|                        | Federica Lupi             | 1 672   | 0,94  | Il Popolo della Famiglia | 1 672   | 0,94  |
|                        | Roberto Monardi           | 1 523   | 0,86  | CasaPound                | 1 523   | 0,86  |
|                        | Luciana Roscioli          | 1 255   | 0,71  | Partito Comunista        | 1 255   | 0,71  |
|                        | Sabrina Gualini           | 758     | 0,43  | Italia agli Italiani     | 758     | 0,43  |
|                        | Domenico D'Addazio        | 380     | 0,21  | Partito Valore Umano     | 380     | 0,21  |
|                        | Danilo Di Domizio         | 239     | 0,13  | 10 Volte Meglio          | 239     | 0,13  |
| Totale                 | Totale                    | 177 578 | 100   |                          | 177 578 | 100   |
|                        |                           |         |       |                          |         |       |
| Voti non validi        | Voti non validi           | 5 957   | 3,25  |                          |         |       |
| Votanti                | Votanti                   | 183 535 | 75,70 |                          |         |       |
| Elettori               | Elettori                  | 242 435 |       |                          |         |       |